# Tokkeitai
La Tokkeitai ou Tokeitai (en japonais : 特警隊, forme abrégée de 特別警察隊 (Tokubetsu-keisatsu-tai, « corps de police spéciale »)) fut la police militaire de la Marine impériale japonaise pendant la guerre du Pacifique, l’équivalent de la Kenpeitai pour l’Armée impériale japonaise.
Elle fut créée pour limiter la dominance de la Kenpeitai dans les rangs de la Marine impériale.

## Implication dans les crimes de guerre du JaponShōwa
Il semblerait que la Tokkeitai ait joué un rôle dans le recrutement, voire l'enlèvement de « femmes de réconfort » : des jeunes femmes, souvent mineures, destinées au système d'esclavage sexuel de masse organisé par et pour les soldats de l'armée et de la marine impériales japonaises stationnés dans les territoires occupés.